# Trece (álbum)
Trece es el primer álbum del grupo de rock peruano TK. Fue grabado por Sony Music y publicado en noviembre de 2001. Gracias a este disco lograron llevarse el premio en los MTV Video Music Awards Latinoamérica 2003 como mejor Artista Nuevo Central, categoría en la que también compitió la banda peruana Zen.

## Lista de canciones
| N.º | Título                              | Duración |  |
| 1.  | «Inminente conjunción»              | 5:01     |  |
| 2.  | «Alas cortadas»                     | 3:40     |  |
| 3.  | «Volviendo santos nuestros engaños» | 3:38     |  |
| 4.  | «Como perros, como hermanos»        | 3:34     |  |
| 5.  | «A civilized discoteque»            | 4:30     |  |
| 6.  | «Buscando la victoria»              | 5:30     |  |
| 7.  | «¿Es amor o confort?»               | 4:55     |  |
| 8.  | «A Lina»                            | 3:32     |  |
| 9.  | «Aquellos que nunca quisieron»      | 3:26     |  |
| 10. | «El sombrero»                       | 4:38     |  |
| 11. | «Surrealismo Nicovita»              | 5:24     |  |
| 12. | «Crossover»                         | 3:09     |  |

## Posiciones de los sencillos en rankings
| Año  | Ranking                    | Tema                 | Ubicación |
| ---- | -------------------------- | -------------------- | --------- |
| 2002 | Los 100 + pedidos del 2002 | Inminente conjunción | 10        |
| 2003 | Los 100 + pedidos del 2003 | Buscando la victoria | 33        |
| 2003 | Los 100 + pedidos del 2003 | Alas cortadas        | 9         |
| 2010 | 10 años, 100 videos        | Inminente conjunción | 15        |

## Integrantes
- Diego Dibós - Voz y guitarras rítmicas
- Carlos Lescano - Bajo
- Edgar Guerra - Primera guitarra y coros
- Emilio Perez de Armas - Guitarra y teclados
- Christopher Farfan - Batería